# Gütefaktor
Der Begriff Gütefaktor, auch Q-Faktor oder Güte, hat je nach Anwendungsgebiet eine andere Bedeutung. In Bezug auf schwingungsfähige Systeme wird er auch Kreisgüte, Filtergüte, Schwingkreisgüte, Oszillatorgüte oder Resonanzschärfe genannt.
Der Gütefaktor ist in der Physik und Technik ein Parameter (eine Kennzahl):
- In einem frei schwingenden harmonischen Oszillator (Resonator) ist er das Verhältnis der gespeicherten Energie zu dem thermischen Energie-Verlust während der folgenden Schwingungsperiode.
- Bei Energiespeichern, wie beispielsweise elektrischen Bauelementen wie Spulen und Kondensatoren ist der Gütefaktor eine Kennzahl für den Energieverlust.[1] Eine hohe Güte eines Systems besagt, dass das System die gespeicherte Energie in nur geringem Umfang in thermische Energie umsetzt und die Schwingung nur in geringem Umfang abnimmt.[2]
- Der Kehrwert des Gütefaktors wird (in beiden obigen Bereichen) als Verlustfaktor bezeichnet.[3]
- Bei einer erzwungenen Schwingung beschreibt der Gütefaktor das Verhältnis der Resonanzfrequenz zu seiner Bandbreite.[4]

Der Gütefaktor ist je nach Systemauslegung sehr unterschiedlich. Systeme, bei denen die Dämpfung wichtig ist (beispielsweise Stoßdämpfer), haben einen Gütefaktor um {\displaystyle 0{,}5}, was dem aperiodischen Grenzfall entspricht. Systeme, die eine hohe Frequenzstabilität benötigen, haben hohe Gütefaktoren, beispielsweise eine Stimmgabel um {\displaystyle Q=1000} und der Quarzoszillator in einer Quarzuhr um {\displaystyle Q=10000} .
Die Etablierung des Begriffs Q-Faktor und insbesondere im Englischen des Begriffs englisch Quality Factor geht auf Kenneth S. Johnson zurück, der den Gütefaktor zur Bewertung von elektrischen Netzwerken im Jahr 1923 erstmals verwendete. Die Definition des Gütefaktors wurde neben der ursprünglichen Anwendung im Rahmen der elektrischen Netzwerktheorie verallgemeinert und findet Anwendung unter anderem bei Hohlraumresonatoren, bei mechanischen und akustischen Systemen wie beispielsweise Lautsprechern, bis hin zur Bewertung von Spektrallinien und Teilchenresonanzen im Rahmen der Quantenmechanik.

## Definitionen
Der dimensionslose Gütefaktor {\displaystyle Q} wird in zwei gebräuchlichen und nicht deckungsgleichen Definitionen verwendet, die bei größerem Q-Faktor in Näherung gleiche Ergebnisse liefern.

### Definition über die Energie
Bei dieser Definition ist der Gütefaktor gegeben als Verhältnis von im System gespeicherter Energie {\displaystyle E} zur in der Folgeperiode {\displaystyle T} dissipierten Energie {\displaystyle W_{V}=P_{V}\,T}. Die Verlustleistung {\displaystyle P_{V}>0} entsteht bei mechanischen Schwingungen bspw. durch Reibung, bei elektrischen Schwingkreisen z. B. durch Stromwärmeverluste. Aus praktischen Gründen wird der Vorfaktor {\displaystyle 2\pi } mit in den Gütefaktor hineindefiniert:
{\displaystyle Q\mathrel {\stackrel {\text{def}}{=}} 2\pi \,{\frac {E}{W_{V}}}=\omega \,{\frac {E}{P_{V}}}}
mit Kreisfrequenz {\displaystyle \omega =2\pi f=2\pi /T}. Bei freien Schwingungen setzt man die gedämpfte Eigenfrequenz {\displaystyle \omega _{d}} ein, bei erzwungenen Schwingungen im eingeschwungenen Zustand die Resonanzfrequenz {\displaystyle \omega _{r}}. Hierbei ist darauf zu achten, die Einsetzung ggf. auch bei {\displaystyle E=E(\omega )}, {\displaystyle W_{V}=W_{V}(\omega )} bzw. {\displaystyle P_{V}=P_{V}(\omega )} vorzunehmen, denn häufig hängen sie von der Frequenz {\displaystyle \omega } ab (vgl. Parallelschwingkreis).
Für schwach gedämpfte, freie Schwingungen mit einer im Vergleich zur Energierelaxationszeit {\displaystyle \tau } kleinen Schwingungsperiode {\displaystyle T}, d. h. {\displaystyle T\ll \tau }, gilt ferner {\displaystyle W_{V}\approx {\frac {E}{\tau }}\,T} und somit {\displaystyle Q=\omega \,\tau =2\pi f\,\tau }. In dem Fall gibt die Oszillatorgüte (bis auf den Faktor {\displaystyle 2\pi }) die Anzahl der Schwingungen in der Relaxationszeit der Energie an, d. h. die Anzahl der Schwingungen bis die Energie auf den Bruchteil {\displaystyle 1/e} gefallen ist.

### Definition über die Bandbreite
Bei dieser Definition wird von der Resonanzfrequenz {\displaystyle f_{r}} in Relation zur Resonanzbreite {\displaystyle \Delta f} ausgegangen. Die Resonanzbreite stellt eine Bandbreite dar, bei der das Leistungsdichtespektrum auf die Hälfte abgenommen hat, dies entspricht der Halbwertsbreite und wird im technischen Bezug auch als 3-dB-Bandbreite bezeichnet:
{\displaystyle Q\mathrel {\stackrel {\text{def}}{=}} {\frac {f_{r}}{\Delta f}}={\frac {\omega _{r}}{\Delta \omega }}}
Nach dieser Definition entspricht die relative Bandbreite {\displaystyle d} dem Kehrwert des Gütefaktors:
{\displaystyle d={\frac {\Delta \omega }{\omega _{r}}}={\frac {1}{Q}}}

## Elektrische Schaltungstechnik
Im folgenden Abschnitt sind einige Beispiele zum Gütefaktor mit Bezug zu elektrischen Netzwerken beschrieben.

### Schwingkreise

#### Reihenschwingkreis

Reihenschwingkreis

Ein Reihenschwingkreis besteht aus in Reihe liegendem Widerstand {\displaystyle R}, Induktivität {\displaystyle L} und einer Kapazität {\displaystyle C}, welche von einem Wechselstrom {\displaystyle I} durchflossen werden. Der Gütefaktor wird im Resonanzfall bestimmt, wobei dann die Beträge der Reaktanzen gleich sind, d. h. {\displaystyle |X_{r}|:=|X_{L}|=|X_{C}|}. Der Gütefaktor des Reihenschwingkreises kann dann als Quotient von Blindleistung {\displaystyle P_{Q}} der Spule (oder Kondensator) und Wirkleistung {\displaystyle P_{W}} ausgedrückt werden:
{\displaystyle Q={\frac {P_{Q}}{P_{W}}}={\frac {I^{2}|X_{r}|}{I^{2}R}}={\frac {|X_{r}|}{R}}={\frac {1}{R}}\;{\sqrt {\,{\frac {L}{C}}\,}}}
mit Resonanzfrequenz {\displaystyle \omega _{r}={\frac {1}{\sqrt {LC}}}} und Reaktanzen {\displaystyle X_{L}=\omega _{r}L} bzw. {\displaystyle X_{C}=-{\frac {1}{\omega _{r}C}}}.
Für die genaue Herleitung mithilfe der Energiedefinition siehe Energiebilanz und Kreisgüte im Reihenschwingkreis.

#### Parallelschwingkreis

Parallelschwingkreis

Ein Parallelschwingkreis umfasst in Parallelschaltung einen Widerstand {\displaystyle R}, eine Induktivität {\displaystyle L} und eine Kapazität {\displaystyle C}, welche parallel an einer Wechselspannung {\displaystyle U} liegen. Auch der Gütefaktor eines Parallelschwingkreises wird im Resonanzfall bestimmt und lässt sich mit den Bezeichnungen von oben  {\displaystyle |X_{r}|:=|X_{L}|=|X_{C}|} wie beim Reihenschwingkreis als Quotient von Blindleistung {\displaystyle P_{Q}} der Spule (oder Kondensator) und Wirkleistung {\displaystyle P_{W}} ausdrücken:
{\displaystyle Q={\frac {P_{Q}}{P_{W}}}={\frac {\frac {U^{2}}{|X_{r}|}}{\frac {U^{2}}{R}}}={\frac {R}{|X_{r}|}}=R\;{\sqrt {\,{\frac {C}{L}}\,}}}
wobei die Formel nur bei schwacher Dämpfung gilt, da nur dann {\displaystyle \omega _{r}\approx {\frac {1}{\sqrt {LC}}}}. Für die genauen Voraussetzungen und die Herleitung mithilfe der Energiedefinition siehe Energiebilanz und Kreisgüte im Parallelschwingkreis.

### Impedanzen
Bei einzelnen verlustbehafteten reaktiven Bauteilen ist der Gütefaktor ein Maß dafür, wie gut das Bauteil dem Ideal nahe kommt, also möglichst keine internen Verluste aufweist. Im Gegensatz zur Begriffsverwendung bei Schwingkreisen kommt dabei keine Resonanzfrequenz als ausgezeichneter Betriebsfall vor, die Frequenz wird von außen vorgegeben, womit der Gütefaktor dann frequenzabhängig (!) ist.
Im einfachsten Fall werden bei Spule und Kondensator Verluste durch eine Reihenersatzschaltung von idealem Bauteil und Verlustwiderstand modelliert (ESR oder equivalent series resistance).
Mit der Energiedefinition lässt sich zeigen, dass der Gütefaktor als Quotient von Blind- und Wirkleistung des Bauteils ausdrückbar ist:
{\displaystyle Q={\frac {P_{Q}}{P_{W}}}={\frac {I^{2}|X|}{I^{2}R}}={\frac {|X|}{R}}}
Eine hohe Spulengüte ist vor allem dann erforderlich, wenn in einem Schwingkreis eine geringe Bandbreite angestrebt wird. Der Gütefaktor ist bei Netzwerkelementen zugleich der Kotangens des Verlustwinkels.

## Bandbreite

Resonanzkurve bei einer logarithmischen Auftragung der Amplitude über der Erregerfrequenz, wobei die Resonanzfrequenz mit bezeichnet ist

Der Gütefaktor eines Resonanzkreises ist ein Maß für die Schärfe der Resonanz. Diese wird durch die 3-dB-Bandbreite {\displaystyle B} ausgedrückt:
{\displaystyle B=f_{2}-f_{1}={\frac {f_{0}}{Q}}}
mit dem daraus gebildeten Gütefaktor:
{\displaystyle Q={\frac {f_{0}}{B}}}
Die obere Grenzfrequenz {\displaystyle f_{2}} und die untere Grenzfrequenz {\displaystyle f_{1}} sind diejenigen Frequenzen, bei denen die Spannung {\displaystyle {\hat {u}}} bzw. der Strom {\displaystyle {\hat {\imath }}} auf den {\displaystyle {\frac {1}{\sqrt {2}}}\approx 0{,}707}-fachen Wert des Maximalwertes zurückgehen. An dieser Stelle ist die Leistung im Schwingkreis nur noch halb so groß wie bei der Resonanzfrequenz des verlustlosen Schwingkreises. Bei Darstellung des Pegels in Abhängigkeit von der Frequenz ist die Bandbreite gleich dem Frequenzbereich, an dessen Grenzen die Leistungswurzelgröße um 3 dB abnimmt. Die Grenzfrequenzen können berechnet werden aus:
{\displaystyle f_{1}={\frac {{\sqrt {R^{2}+4{\frac {L}{C}}}}-R}{4\pi L}}}   und   {\displaystyle f_{2}={\frac {{\sqrt {R^{2}+4{\frac {L}{C}}}}+R}{4\pi L}}}
Sie sind mit der Resonanzfrequenz des idealen Schwingkreises verbunden durch:
{\displaystyle f_{0}={\sqrt {f_{1}\,f_{2}}}}.

## Mechanischer Schwingkreis
In der Mechanik geht man bei einem Federpendel (Masse-Feder-System) von folgenden Differentialgleichungen aus:
{\displaystyle m{\ddot {x}}+d{\dot {x}}+kx=0\qquad {\text{oder}}\qquad {\ddot {x}}+2\delta {\dot {x}}+\omega _{0}^{2}x=0}
Dabei bedeutet {\displaystyle x} die Auslenkung aus der Ruhelage und {\displaystyle m} die Masse. Weitere Terme sind die vorzugsweise durch Reibung bestimmte Dämpfungskonstante {\displaystyle d}, die Federkonstante {\displaystyle k}, der Dämpfungskoeffizient {\displaystyle \delta } und die Eigenkreisfrequenz {\displaystyle \omega _{0}={\sqrt {k/m}}} des ungedämpften Systems.
Ist die gespeicherte Energie gegeben durch {\displaystyle E_{0}={\frac {1}{2}}kx_{0}^{2}={\frac {1}{2}}mv_{0}^{2}}, so klingt diese im Schwingfall gemäß {\displaystyle E(t)=E_{0}\,e^{-{\frac {t}{\tau }}}}ab. Die Verlustleistung ist daher {\displaystyle P_{V}=-{\dot {E}}=E/\tau }; die Energiedefinition ergibt daher für {\displaystyle \delta \,T\ll 1} 
{\displaystyle Q=\omega _{d}\;{\frac {E}{P_{V}}}=\omega _{d}\,\tau }
mit der gedämpften Eigenkreisfrequenz {\displaystyle \omega _{d}={\sqrt {\omega _{0}^{2}-\delta ^{2}}}} des schwach gedämpften Systems und der Energierelaxationszeit {\displaystyle \tau =1/2\delta }.

## Beispiele
In der folgenden Tabelle sind einige Größenordnungen von Gütefaktoren bei verschiedenen schwingenden Systemen angegeben.
| System                             | Gütefaktor Q                                 |
| ---------------------------------- | -------------------------------------------- |
| Aperiodischer Grenzfall            | {\displaystyle 0{,}5}                        |
| Elektrodynamischer Lautsprecher    | typ. {\displaystyle 0{,}2\,\ldots \,1{,}2}   |
| Elektrischer Schwingkreis          | {\displaystyle 10^{2}}                       |
| Pendeluhr                          | {\displaystyle 10^{4}}                       |
| Schwingungstilger                  | {\displaystyle 10^{5}}                       |
| Schwingquarz 10 MHz                | {\displaystyle (3\,\ldots \,10)\cdot 10^{5}} |
| Frequenzstabilisierter Laser       | {\displaystyle 10^{9}}                       |
| Supraleitender Hohlraumresonator   | {\displaystyle 10^{9}\,\ldots \,10^{11}}     |
| Cäsium-Atomuhr                     | {\displaystyle 10^{13}}                      |
| Mößbauer-Effekt bei Gammastrahlung | {\displaystyle 10^{15}}                      |